# نارمان
نارمان (بالتركية: Narman)‏ هي بلدة ومُديريَّة تقع في ولاية أرضروم بتركيا. تصل مساحتها إلى 1275 كم²، وترتفع عن سطح البحر حوالي 1640 م.